# A Colour Box
A Colour Box là một bộ phim hoạt hình thể nghiệm Anh năm 1935 thực hiện bởi Len Lye. Là tác phẩm được đặt hàng sản xuất để quảng bá cho Tổng cục Bưu điện (GPO), đây là bộ phim hoạt hình vẽ trực tiếp trên phim đầu tiên của Lye phát hành ra công chúng.

## Sản xuất
Vào giữa năm 1935, Lye đã ký thỏa thuận với John Grierson để làm phim hoạt hình vẽ trực tiếp trên phim cho GPO Film Unit. Lye nhận được khoản tiền thù lao là 30 bảng Anh, không bao gồm số tiền GPO trả cho vật tư làm phim.
Lye và biên tập viên âm thanh Jack Ellitt đã xem qua hàng trăm bản thu âm để tìm bản nhạc sử dụng làm nhạc nền. Cả hai sau đó quyết định chọn một điệu beguine có tên là "The Belle Creole", do Don Barreto biểu diễn cùng Dàn nhạc giao hưởng Cuba của ông. Sau khi phần nhạc được chuyển sang phim, Lye đã tạo các điểm đánh dấu trên đoạn âm thanh, dùng nó làm hướng dẫn khi vẽ trên phim.
Lye vẽ các mẫu dài, liên tục trên bản phim 35 mm mà không cần đường khung để tách các khung phim riêng lẻ và sử dụng ít mối nối. Ông đã vẽ những đường kẻ ngang và dọc để tạo ra các mô hình tuyến tính trên phim. Len Lye mất năm ngày để hoàn thành gần hết bộ phim. Trước khi chuyển sang tựa đề A Colour Box, Lye đã sử dụng các tên như Cheaper Parcel Post và La Belle Creole cho bộ phim.

## Công chiếu
A Colour Box được trình chiếu lần đầu cho các nhà phê bình và nhà báo vào ngày 6 tháng 9 năm 1935. Các chủ rạp chiếu phim đã do dự khi chiếu bộ phim vì cách tiếp cận thể nghiệm và tính chất quảng cáo của tác phẩm. Rạp chiếu phim Granada và rạp chiếu phim Tatler là một trong những rạp đầu tiên chiếu phim.
Đoạn phim đã được công chiếu quốc tế vào tháng 10 năm 1935 tại Liên hoan Điện ảnh Quốc tế ở Bruxelles. Ban giám khảo đã đặc biệt tạo ra một hạng mục "phim giả tưởng" để có thể trao Huân chương Danh dự cho A Colour Box. Bộ phim sau đó tiếp tục đem đi trình chiếu tại Liên hoan phim Venezia năm 1936, nhận phải sự phản đối của những khán giả đến từ Đức Quốc xã vì cho rằng nó là nghệ thuật suy đồi. Họ dậm chân ầm ĩ để tỏ thái độ, dẫn đến việc bộ phim dài ba phút bị dừng lại ngay trước khi chiếu xong.

## Tiếp nhận
Đã có các đánh giá trái chiều đối với A Colour Box tại thời điểm ra mắt. Nhiều nhà phê bình công nhận tính độc đáo của phim nhưng xem tác phẩm chỉ dừng lại ở sự mới lạ. Robert Herring thì gọi đây là "vở ballet đầu tiên trong phim". Một bài đánh giá trên tạp chí Sight & Sound nói rằng Lye đã "khuấy động dòng phim trừu tượng lên một sức sống mới."
Nhà làm phim hoạt hình người Canada Norman McLaren đã nghiên cứu rất kỹ bộ phim và được truyền cảm hứng từ phong cách "sáng tạo trong kỹ thuật" của Lye. Sự sáng tạo này trở thành ảnh hưởng lớn đến các tác phẩm vẽ trên phim của chính ông về sau này.